# Carlos Rodado Noriega
Carlos Rodado Noriega (Sabanalarga, Atlántico, 20 de septiembre de 1943) es un ingeniero, economista y político colombiano. Se ha desempeñado como Ministro de Minas y Energía de la República de Colombia, presidente de Ecopetrol, gobernador del Atlántico y Representante a la Cámara; miembro del Partido Conservador.
Carlos Rodado realizó su educación secundaria en su ciudad natal y la educación superior en la Universidad Nacional de Colombia en Bogotá, graduándose como ingeniero civil en 1966. En 1969 obtiene su título de Máster en Economía en la Universidad de los Andes y viaja a Estados Unidos a completar su educación en la universidad de Míchigan, recibiendo el título de Ph.D. en Economía en 1973. A su regreso al país fue profesor universitario durante algún tiempo, hasta que en 1976 se vincula como de jefe de unidad del Departamento de Planeación Nacional; ese mismo año es designado presidente de la Corporación de Ahorro y Vivienda Colpatria. En 1978 se enrola en el servicio público al ser nombrado gerente general del Instituto Colombiano de Energía Eléctrica ICEL, cargo que ejerce durante 3 años y que le permite perfilarse para el cargo de Ministro de Minas y Energía, al que es llamado en 1981 por el presidente liberal Julio César Turbay, pero como cuota del Partido Conservador.
Tras dejar el ministerio en 1982 se dedica a sus negocios particulares como consultor económico y constructor, hasta que en 1986 es elegido Representante a la Cámara por el Atlántico, destacándose su labor en la Comisión Tercera, encargada de los asuntos económicos. Tras dejar el Congreso en 1990 se encamina a las elecciones de la Asamblea Nacional Constituyente de 1991, en la que ocupa un escaño como delegatario del Partido Social Conservador, sector del conservatismo encabezado por el expresidente Misael Pastrana Borrero. Tras su paso por la constituyente regresa al sector privado hasta que en 1998, luego de participar en el triunfo de Andrés Pastrana en las presidenciales, éste lo designa presidente de Ecopetrol, cargo que lo proyecta nacionalmente debido a su polémica con el ministro de Minas Luis Carlos Valenzuela debido a diferencias en cuanto a la política petrolera del gobierno; en 2000 Pastrana decide apoyar las tesis de Valenzuela, lo que desencadena la renuncia de Rodado.
Entre 2000 y 2002 Rodado ejerce como rector de la Escuela Colombiana de Ingeniería y se retira al ser llamado por su partido para encabezar la campaña por la gobernación del Atlántico en octubre de 2003. Apoyado por todos los congresistas de su partido y gracias a su prestigio y perfil político y académico, Rodado se convierte en Gobernador del Atlántico para el periodo 2004-2007, pese a que su partido es minoritario en la región. 
En 2008, tras finalizar su mandato, Rodado es nombrado Embajador en España del gobierno de Álvaro Uribe, cargo al que accede en representación del Partido Conservador, y empieza a ser sugerido por líderes de su partido, particularmente de la Costa Caribe, como posible candidato a la Presidencia de la República para 2010. En marzo de 2010 renuncia al encargo diplomático y se vincula como Jefe de debate de la campaña de Juan Manuel Santos, candidato a la presidencia por el Partido de la U, rival de la candidata conservadora Noemí Sanín, quien fue, precisamente, su antecesora en la Embajada de Colombia en Madrid.
El 9 de julio de 2010 el entonces presidente electo de Colombia Juan Manuel Santos le asigna bajo su responsabilidad el Ministerio de Minas y Energía en un momento cumbre para la economía de Colombiana, donde la bonanza petrolera está en desarrollo, y con gran proyección como lo pronostican los expertos del el tema. El 20 de septiembre de 2011 renuncia a su cargo y es nombrado embajador en Argentina.